# Balfours
Balfours é uma padaria australiana que produz tortas, pastéis e bolos para venda na Austrália do Sul, Vitória e Nova Gales do Sul.

## História
A Balfours teve início quando o imigrante escocês James Calder e sua esposa Margaret née Balfour abriram uma padaria na rua Rundle [en], número 130, em Adelaide, no ano de 1853. Com o sucesso da padaria de Calder, ele inaugurou a Fábrica de Biscoitos a Vapor da Cidade, na rua Twin, em Adelaide, em 1872. A Balfours tornou-se um nome conhecido e, em 1867, quando o Príncipe Alfredo, Duque de Edimburgo, visitou a Austrália Meridional, James Calder foi nomeado o confeiteiro oficial de biscoitos para a visita real. Por volta dessa época, Calder associou-se ao seu sobrinho John Balfour, e a empresa passou a operar como Calder & Balfour.
Margaret Balfour faleceu em 1 de novembro de 1887, e James Calder morreu dois anos depois, em 1 de outubro de 1889, aos 71 anos. Na década de 1890, uma nova fábrica foi construída próximo à rua Carrington. A partir de 1914, a Balfours expandiu seus negócios para incluir lojas de bolos, cafés e salões de chá. Eles adquiriram o Jackman's Grand Cafe, localizado no edifício T&G, na rua King William [en], e o Balfour's Cafe tornou-se uma instituição em Adelaide nesse local por meio século.
Em reconhecimento à significativa contribuição do então presidente Charles Wauchope, a empresa foi re-registrada como Balfour Wauchope Pty Ltd. Em 2001, o governo estadual forneceu fundos para realocar a principal unidade de produção da rua Morphett [en] para Dudley Park [en], sob um acordo de compra e arrendamento. A empresa continuou enfrentando dificuldades financeiras e esteve à beira do fechamento. A Balfours foi adquirida pela San Remo Macaroni Company [en] em 2008, e desde 2018 ela possui uma segunda fábrica em Milperra, em Sydney.